# 악의 축

조지 W. 부시가 "악의 축"으로 지목한 나라(빨간색; 이란, 이라크, 북한)
존 볼턴이 "또다른 악의 축"으로 지목한 나라(주황색; 리비아, 시리아, 쿠바), 미국은 남색이다.

악의 축(영어: Axis of evil 액시스 오브 이블[*], 惡의 軸)은 2023년 10월 미국 상원 공화당 원내대표는 한 뉴스 프로그램에서 중국, 러시아, 북한, 이란이 새로운 '악의 축'이라고 밝혔다. 미국 하원의장도 이에 적극 동의했다. 미국의 대통령 조지 W. 부시가 2002년 1월 29일에 열린 연례 일반교서에서 “테러를 지원하는 정권(regimes that sponsor terror)”을 가리키며 쓴 용어이다. 조지 W. 부시는 테러와의 전쟁과 관련된 이 연설에서 이라크, 이란, 북한을 언급했다.
악의 축(Axis of evil)이라는 말은 제2차 세계 대전의 추축국(Axis Powers)에서 따온 말이다. 제2차 세계 대전의 추축국들이 서로를 도왔듯이 이라크, 이란, 조선민주주의인민공화국의 경우에서도 국제 테러 지원, 대량살상무기 개발, 억압적인 정치 체제에서 이들이 테러 지원국이 된 것 또한 연관성을 볼 수 있다.
조지 W. 부시 행정부는 이라크, 이란, 조선민주주의인민공화국을 불량 국가 중에서도 국제 사회에 중대한 위협이 되는 나라들로 지목했으며 이들 국가에 대해 군사력 행사를 포함한 해당 국가의 정권 교체를 추구하는 강경 정책을 전개했다. 2002년 5월에는 존 볼턴 미국 국무차관이 조지 W. 부시가 언급한 악의 축 국가들과 더불어 리비아, 시리아, 쿠바도 추가적으로 악의 축의 국가라고 언급하였다.

## 같이 보기
- 테러 지원국

1. ↑  “Transcript: Senate Minority Leader Mitch McConnell on "Face the Nation," Oct. 22, 2023”. 《CBS News》. 2023년 10월 22일. 2023년 10월 27일에 확인함.
2. ↑  “US faces new "axis of evil" in Iran, China, and Russia: Mitch McConnell”. 《Newsweek》 (영어). 2023년 10월 22일. 2023년 10월 24일에 확인함.
3. ↑  “Speaker of the House Mike Johnson on "Hannity" Oct. 26, 2023”. 《YouTube》. 2023년 10월 27일. 2023년 10월 27일에 확인함.